# 日本国憲法第68条
日本国憲法 第68条（にほんこく（にっぽんこく）けんぽう だい68じょう）は、日本国憲法の第5章「内閣」にある条文で、国務大臣の任命、資格、罷免について規定する。

## 条文
日本国憲法、e-Gov法令検索。

第六十八条
内閣総理大臣は、国務大臣を任命する。但し、その過半数は、国会議員の中から選ばれなければならない。
② 内閣総理大臣は、任意に国務大臣を罷免することができる。

## 解説

### 1項
内閣総理大臣が国務大臣を任命することと国務大臣の要件について定めた条文である。過半数とあるが実際にはほとんどの閣僚は国会議員である。

### 2項
内閣総理大臣が国務大臣の罷免権を持つことの規定である。大日本帝国憲法時代には存在しなかった規定であるが、そのために、一部の閣僚が強硬に他の閣僚と違う見解を主張し撤回も辞職もしない場合は、「閣内不統一」として内閣自体が総辞職せざるを得ず、それを利用した倒閣も行われた（東條内閣など）。また、内閣総理大臣がある閣僚の更迭を望んでも本人が辞表を出さなければ不可能で、第2次近衛内閣のように外務大臣の松岡洋右を更迭するために一旦総辞職したことすらあった。

## 沿革

### 大日本帝国憲法
東京法律研究会 p.6

第十條天皇ハ行政各部ノ官制及文武官ノ俸給ヲ定メ及文武官ヲ任免ス但シ此ノ憲法又ハ他ノ法律ニ特例ヲ掲ケタルモノハ各々其ノ條項ニ依ル

### 憲法改正要綱
「憲法改正要綱」、国立国会図書館「日本国憲法の誕生」。

二十一衆議院ニ於テ国務各大臣ニ対スル不信任ヲ議決シタルトキハ解散アリタル場合ヲ除ク外其ノ職ニ留ルコトヲ得サル旨ノ規定ヲ設クルコト（要綱二参照）

### GHQ草案
「GHQ草案」、国立国会図書館「日本国憲法の誕生」。

#### 日本語
第五十五条
国会ハ出席議員ノ多数決ヲ以テ総理大臣ヲ指定スヘシ総理大臣ノ指定ハ国会ノ他ノ一切ノ事務ニ優先シテ行ハルヘシ
国会ハ諸般ノ国務大臣ヲ設定スヘシ
第六十二条
総理大臣ハ国会ノ輔弼及協賛ヲ以テ国務大臣ヲ任命スヘシ
総理大臣ハ個々ノ国務大臣ヲ任意ニ罷免スルコトヲ得

#### 英語
Article LV.
The Diet by a majority vote of those present shall designate the Prime Minister. The designation of a Prime Minister shall take precedence over all other business of the Diet.
The Diet shall establish the several Ministries of State.
Article LXII.
The Prime Minister shall with the advice and consent of the Diet appoint Ministers of State.
The Prime Minister may remove individual Ministers at will.

### 憲法改正草案要綱
「憲法改正草案要綱」、国立国会図書館「日本国憲法の誕生」。

第六十三
内閣総理大臣ハ国会ノ決議ヲ以テ選定スルコト此ノ選定ハ他ノ凡テノ議事ニ先チ之ヲ行フベキコト
衆議院ト参議院トガ異リタル選定ヲ為シタル場合ニ於テ法律ノ定ムル所ニ依リ両議院ノ協議会ヲ開クモ仍意見一致セザルトキハ衆議院ノ決議ヲ以テ国会ノ決議トスルコト
第六十四
内閣総理大臣ハ国会ノ協賛ヲ以テ国務大臣ヲ選定スルコト此ノ協賛ニ付テハ前記第六十三第二項ニ準ズルコト
内閣総理大臣ハ任意ニ国務大臣ノ罷免ヲ決定スルコトヲ得ルコト

### 憲法改正草案
「憲法改正草案」、国立国会図書館「日本国憲法の誕生」。

第六十三条
内閣総理大臣は、国会の議決で、これを指名する。この指名は、他のすべての案件に先だつて、これを行ふ。
衆議院と参議院とが異なつた指名の議決をした場合に、法律の定めるところにより、両議院の協議会を開いても意見が一致しないとき、又は衆議院が指名の議決をした後、国会休会中の期間を除いて二十日以内に、参議院が、指名の議決をしないときは、衆議院の議決を国会の議決とする。
第六十四条
内閣総理大臣は、国会の同意により、国務大臣を任命する。この同意については、前条第二項の規定を準用する。
内閣総理大臣は、任意に国務大臣を罷免することができる。

### 帝国憲法改正案
「帝国憲法改正案」、国立国会図書館「日本国憲法の誕生」。

第六十三条
内閣総理大臣は、国会の議決で、これを指名する。この指名は、他のすべての案件に先だつて、これを行ふ。
衆議院と参議院とが異なつた指名の議決をした場合に、法律の定めるところにより、両議院の協議会を開いても意見が一致しないとき、又は衆議院が指名の議決をした後、国会休会中の期間を除いて二十日以内に、参議院が、指名の議決をしないときは、衆議院の議決を国会の議決とする。
第六十四条
内閣総理大臣は、国会の承認により、国務大臣を任命する。この承認については、前条第二項の規定を準用する。
内閣総理大臣は、任意に国務大臣を罷免することができる。

## 備考
本条文1項は国務大臣の任命にあたり、その過半数は国会議員でなければならないとされている。任命後に選挙で落選し民間人となった場合を規定しているわけではない。
第46回衆議院議員総選挙において，野田第3次改造内閣の閣僚が相次いで落選し、閣僚18人中10人が民間人となった。閣僚の過半数が民間人となった唯一の事例である。

## 関連判例
- ロッキード事件（最高裁判例 平成7年2月22日）